# Diego Pérez de la Torre
Diego Pérez de la Torre, (Almendralejo, c. 1482 – 1538), fue un conquistador español, administrador colonial, y procurador real de la Corte de Castilla. Posteriormente fue nombrado capitán general y segundo gobernador de Nueva Galicia, tras la destitución de Nuño de Guzmán .
Diego Pérez de la Torre llegó a Compostela, tras su nombramiento, poco después de la marcha de Nuño de Guzmán . La política de indios de Pérez de la Torre fue totalmente diferente a la de Nuño de Guzmán, y aunque resultó beneficiosa no permitió eludir la revuelta general que se avecinaba entre las tribus indígenas.
Fue en este contexto cuando, después de ganar una reñida batalla, fue herido de muerte al caer de su caballo a principios de 1538. Fue llevado de regreso a Tonalá, donde su esposa e hijos le esperaban. Yació moribundo en cama durante varios días antes de llamar al sacerdote y guardián de la iglesia parroquial de San Francisco, el Padre Antonio de Segovia. Después de recibir los santos sacramentos, poco antes de su muerte, trató de poner orden en el gobierno haciendo entrar a los demás funcionarios del gobierno, entre ellos, el escribano Diego Hurtado que levantaría y testificaría los documentos y el Capitán Cristóbal de Oñate, a quien nombraría como su sucesor.
Murió en el año 1538 a los 56 años de edad. Su cuerpo fue sepultado en el convento de San Francisco de Tetlán, el primero que fundado en esta provincia, aproximadamente a una legua de donde ahora está Guadalajara. Al fundarse el nuevo convento en la ciudad de Guadalajara, los huesos del Diego Pérez de la Torre fueron trasladados al nuevo convento.
Oñate volvió a ser gobernador interino; pero antes de finalizar el año el virrey nombró a Francisco Vázquez de Coronado para suceder a Diego Pérez de la Torre. El nuevo gobernante dejó a Oñate todavía al mando como teniente-gobernador, y él mismo realizó un recorrido por su provincia, comprometiéndose posteriormente en una expedición al extremo norte. Se intentó continuar la política de Pérez de la Torre hacia los indígenas, y por algunos años se aplazó el estallido general.

## Familia
Diego Pérez de la Torre nació en Almendralejo, España en 1482. En una familia que probablemente era de hidalgos. Su abuela Juana de la Torre había servido a los Reyes Católicos como aya de su nieto, el que sería el emperador Carlos V. Diego Pérez de la Torre estuvo casado con Catalina Mejía. Tuvieron al menos cuatro hijos conocidos: el cura fray Diego de la Torre, Melchor Pérez, Catalina de la Torre y María Álvarez de la Torre quien estuvo casada con el Capitán Hernán Flores, conquistador de Nueva Galicia y Alférez Mayor de los Reales Ejércitos en la conquista y pacificación de la Nueva Galicia .